# Mario Monicelli
Mario Monicelli (Rome, 16 mei 1915 – aldaar, 29 november 2010) was een Italiaans regisseur en scenarioschrijver.
Monicelli regisseerde meer dan 60 films. Hij is bekend om zijn komedies, die tussen de jaren '50 en de jaren '80 tot de succesvolste Italiaanse films behoorden. Hij won drie keer de Zilveren Beer voor Beste Regisseur en één Gouden Leeuw. Vier van zijn films werden genomineerd voor een Oscar. Monicelli overleed in 2010, nadat hij uit het raam van een ziekenhuis in Rome was gesprongen.

## Filmografie (selectie)
- 1949: Al diavolo la celebrità
- 1950: Vita da cani
- 1952: Guardie e ladri
- 1952: Totò e le donne
- 1953: Le infedeli
- 1954: Proibito
- 1955: Un eroe dei nostri tempi
- 1956: Donatella
- 1957: Padri e figli
- 1957: Il medico e lo stregone
- 1958: I soliti ignoti
- 1959: La grande guerra
- 1960: Risate di gioia
- 1961: Boccaccio '70
- 1963: I compagni
- 1964: Alta infedeltà
- 1965: Casanova '70
- 1966: L'armata Brancaleone
- 1966: Le fate
- 1968: La ragazza con la pistola
- 1970: Brancaleone alle crociate
- 1971: La mortadella
- 1974: Romanzo popolare
- 1975: Amici miei
- 1976: Caro Michele
- 1976: Signore e signori, buonanotte
- 1977: I nuovi mostri
- 1978: Un borghese piccolo piccolo
- 1978: Viaggio con Anita
- 1979: Temporale Rosy
- 1981: Il marchese del Grillo
- 1984: Le due vite di Mattia Pascal
- 1985: Speriamo che sia femmina
- 1987: I picari
- 1990: Il male oscuro
- 1991: Rossini! Rossini!
- 1992: Parenti serpenti
- 1994: Cari fottutissimi amici
- 1995: Facciamo paradiso
- 1996: Esercizi di stile
- 1997: Topi di appartamento
- 1999: Panni sporchi
- 2006: Le rose del deserto